# Trzebnica (công xã)
Gmina Trzebnica là một vùng thành thị-nông thôn (công xã) ở Trzebnica, Lower Silesian Voivodeship, ở phía tây nam Ba Lan. Khu vực hành chính của nó là Trzebnica, nằm cách khoảng 20 kilômét (12 mi) về phía bắc thủ đô khu vực Wrocław.
Gmina có diện tích 200,19 kilômét vuông (77,3 dặm vuông Anh), và tính đến năm 2006, tổng dân số của nó là 21.817 (trong đó dân số Trzebnica lên tới 12.180, và dân số của vùng nông thôn của Gmina là 9.637).

## Gmina lân cận
Gmina Trzebnica giáp với Gmina của Długołęka, Milicz, Oborniki Śląskie, Prusice, Wisznia Mala, Zawonia và Żmigród.

## Làng
Ngoài trung tâm Trzebnica, các Gmina gồm các làng Będkowo, Biedaszków Maly, Biedaszków Wielki, Blizocin, Boleścin, Brochocin, Brzezie, Brzyków, Bukowiec, Cerekwica, Domanowice, Droszów, Głuchów Gorny, Janiszów, Jaszyce, Jaźwiny, Kanice, Kobylice, Koczurki, Komorówko, Komorowo, Koniówko, Koniowo, Księginice, Kuźniczysko, Ligota, Malczów, Małuszyn, Marcinowo, Maslow, Masłowiec, Nowy Dwór, Piersno, Raszów, Rzepotowice, Skarszyn, Skoroszów, Sulisławice, Świątniki, Szczytkowice, Taczów Maly, Taczów Wielki, Trzy Chałupy, Ujeździec Mały, Ujeździec Wielki và Węgrzynów.